# Darren Pratley
Darren Anthony Pratley (Barking, Inglaterra, 22 de abril de 1985) es un futbolista inglés de origen jamaicano. Juega de centrocampista y su equipo es el Leyton Orient F. C. de la EFL League One de Inglaterra.

## Clubes
| Club                    | País       | Año       |
| ----------------------- | ---------- | --------- |
| Fulham F. C.            | Inglaterra | 2003-2005 |
| Brentford F. C.         | Inglaterra | 2005-2006 |
| Swansea City A. F. C.   | Gales      | 2006-2011 |
| Bolton Wanderers F. C.  | Inglaterra | 2011-2018 |
| Charlton Athletic F. C. | Inglaterra | 2018-2021 |
| Leyton Orient F. C.     | Inglaterra | 2021-     |